# 日本母親大会

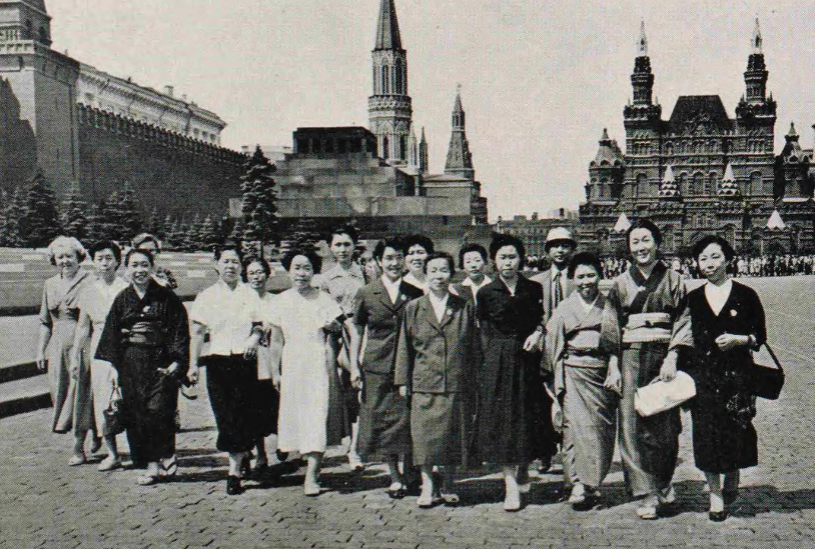
世界母親大会（1955年、スイス）に出席した河崎なつを団長とする日本の代表団14人。出席後、モスクワに立ち寄った。赤の広場にて撮影。

日本母親大会（にほんははおやたいかい）は、日本の反核平和の女性運動を基盤とした社会運動・教育問題の大会である。1955年6月に第1回大会が開催された。「原水爆禁止」「子どもの生命を守る」の訴えを原点としている。

## 概説

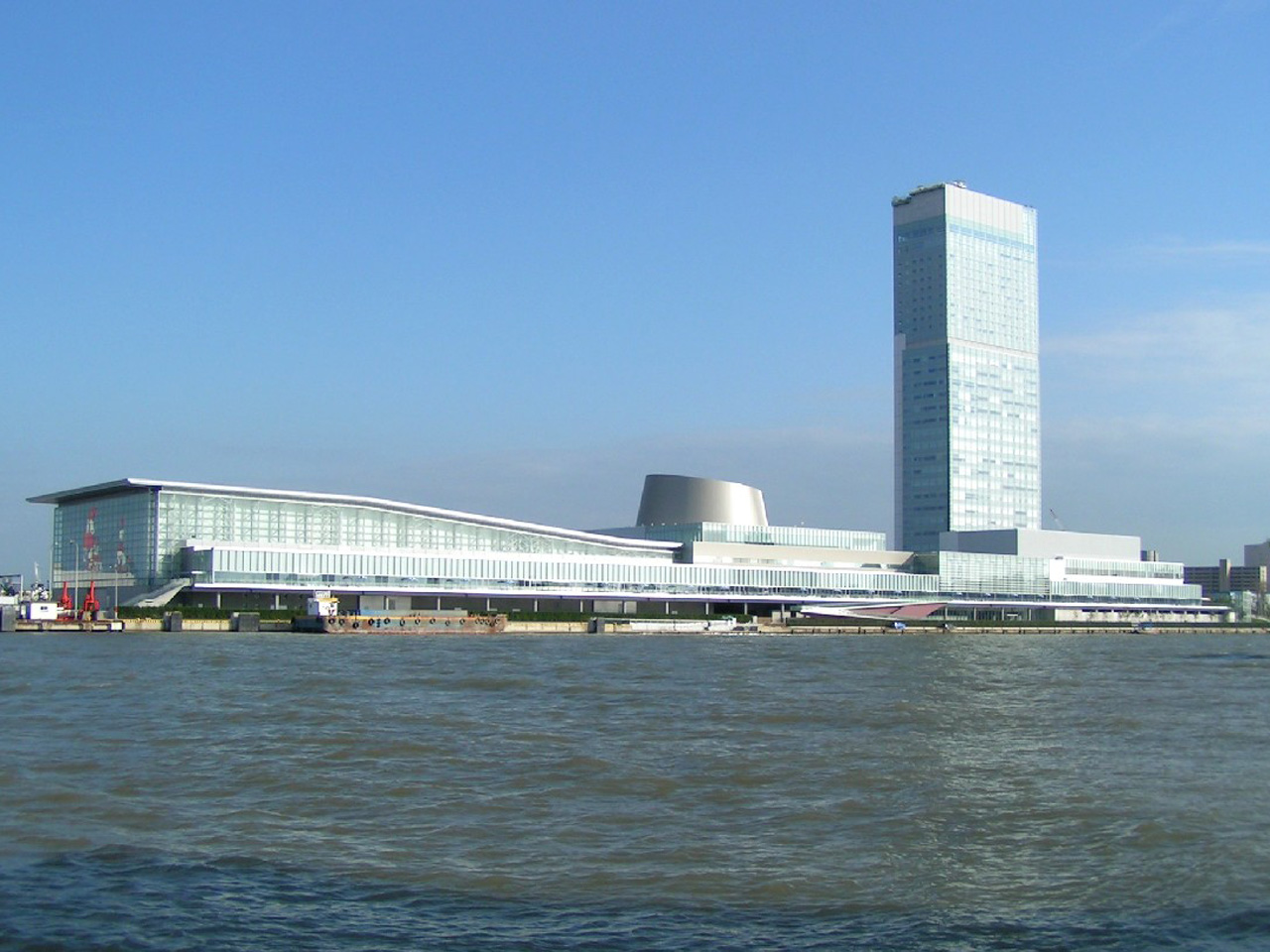
第58回大会会場・朱鷺メッセ

1954年にビキニ環礁でアメリカ合衆国による水爆実験の事件で世界に衝撃が起こった。同年に女性運動家平塚らいてうらによる「原水爆禁止」の訴えがきっかけとなり、「原子戦争の危機から子どもの生命を守る母親の大会を」として、1955年6月7日、第1回「日本母親大会」を開催した。同年7月には世界68カ国が参加する世界母親大会がスイスのローザンヌで開催された。日本からは河崎なつを団長とする代表団14人が参加した。
第1回（1955年）から第7回（1961年）まで東京で開催されたが、第8回（1962年）に大阪で東京以外で初めての大会が行われた。大会では第1回から第6回までは3日間であったが、第7回から現在まで2日間で行い1日目は全体会で、2日目は分科会となっている。記念講演、教育問題・社会問題などの講座・シンポジウムなどを行っている。参加団体には47都道府県の実行委員会、50の中央団体が参加している。
母親を「母性を持つすべての女性を対象にした呼び名」と位置づけ、「生命を生み出す母親は生命を育て生命を守ることをのぞみます」のスローガンを掲げ、女性団体・社会運動団体・労働組合・教育問題を取り扱う市民団体などで構成される実行委員会の主催、開催地教育委員会やマスメディアなどの後援により毎年開催される。開催県は持ち回りとなっており、第58回（2012年）は新潟、第57回（2011年）は広島、第56回（2010年）は福島である。関連行事として都道府県や市町村単位の大会も存在する。大会の出席資格はなく、男性でも、未婚でも、児童でも誰でも参加でき、講師も男女を問わず招聘している。

### 大会開催概要
| 回次   | 開催日            | 開催県 | 参加総数 | 記念講演                                             | 備考                   |
| ------ | ----------------- | ------ | -------- | ---------------------------------------------------- | ---------------------- |
| 第57回 | 2011年7月30・31日 | 広島県 | 約8000人 | 湯浅誠「貧困なくし人間らしく生きられる社会をつくる」 | クミコ歌唱             |
| 第58回 | 2012年8月25・26日 | 新潟県 |          | 斎藤貴男「貧困と格差のない社会を」                   | ナターシャ・グジー演奏 |

### 参加団体
- 47都道府県実行委員会
- 新日本婦人の会
- 日本子どもを守る会
- 日本婦人団体連合会
- 全国商工団体連合会婦人部協議会
- 自由法曹団女性部
- 婦人民主クラブ
- 日本民主青年同盟
- 全国生協労働組合連合会
- 全日本建設交運一般労働組合女性部
- 日本国家公務員労働組合連合会女性協議会
- 日本医療労働組合連合会
- 家庭栄養研究会
- 全国学童保育連絡協議会
- 全国保育団体連絡会
- 日本のうたごえ全国協議会
- 全国生活と健康を守る会連合会
- 全国保険医団体連合会
- 全日本民主医療機関連合会
- 日本民間放送労働組合連合会女性協議会
- 全日本視覚障害者協議会女性部
- 家庭科教育研究者連盟
- 学校災害から子どもを守る全国連絡会
- 農民運動全国連合会
- 全国公害患者の会連合会
- 全国公団住宅自治会協議会
- 全国農業協同組合労働組合連合会
- 全日本教職員組合
- 日本自治体労働組合総連合女性部
- 通信産業労働組合
- 全国労働組合総連合
- 全国印刷出版産業労働組合総連合
- 治安維持法犠牲者国家賠償要求同盟
- 全労連・全国一般労働組合
- 平和を願い戦争に反対する戦没者遺族の会
- 日本国民救援会
- 日本出版労働組合連合会
- 全日本年金者組合
- きょうされん
- 子どもの権利・教育・文化全国センター
- 登校拒否・不登校問題全国連絡会
- 映像・文化関連産業労働組合
- 子どもと教科書全国ネット21
- 「非行」と向き合う親たちの会
- 全日本退職教職員連絡協議会
- 郵政産業労働組合女性部男女平等をすすめる教育全国ネットワーク
- 中央社会保障推進協議会
- 日本アジア・アフリカ・ラテンアメリカ連帯委員会
- 日本高等学校教職員組合（全教派）
- 文化団体連絡会議

## 関連人物
- 羽仁説子 - 映画監督羽仁進の母で、第1回大会の議長を務めた。
- 小笠原貞子 - 第1回大会の議長を務め、後の日本共産党参議院議員を務めた。